# Ажен (Крёз)
Аже́н (фр. Ajain, окс. Ajahn) — коммуна во Франции, находится в регионе Лимузен. Департамент коммуны — Крёз. Входит в состав кантона Гере-Северный. Округ коммуны — Гере.
Код INSEE коммуны — 23002.

## Население
Население коммуны на 2010 год составляло 1098 человек.
| 1962 | 1968 | 1975 | 1982 | 1990 | 1999 | 2010 |
| ---- | ---- | ---- | ---- | ---- | ---- | ---- |
| 1128 | 1082 | 887  | 932  | 982  | 1034 | 1098 |

## Экономика
В 2010 году среди 606 человек трудоспособного возраста (15—64 лет) 443 были экономически активными, 163 — неактивными (показатель активности — 73,1 %, в 1999 году было 71,6 %). Из 443 активных жителей работали 417 человек (221 мужчина и 196 женщин), безработных было 26 (18 мужчин и 8 женщин). Среди 163 неактивных 44 человека были учениками или студентами, 78 — пенсионерами, 41 были неактивными по другим причинам.